# Hút thuốc ở Bắc Triều Tiên

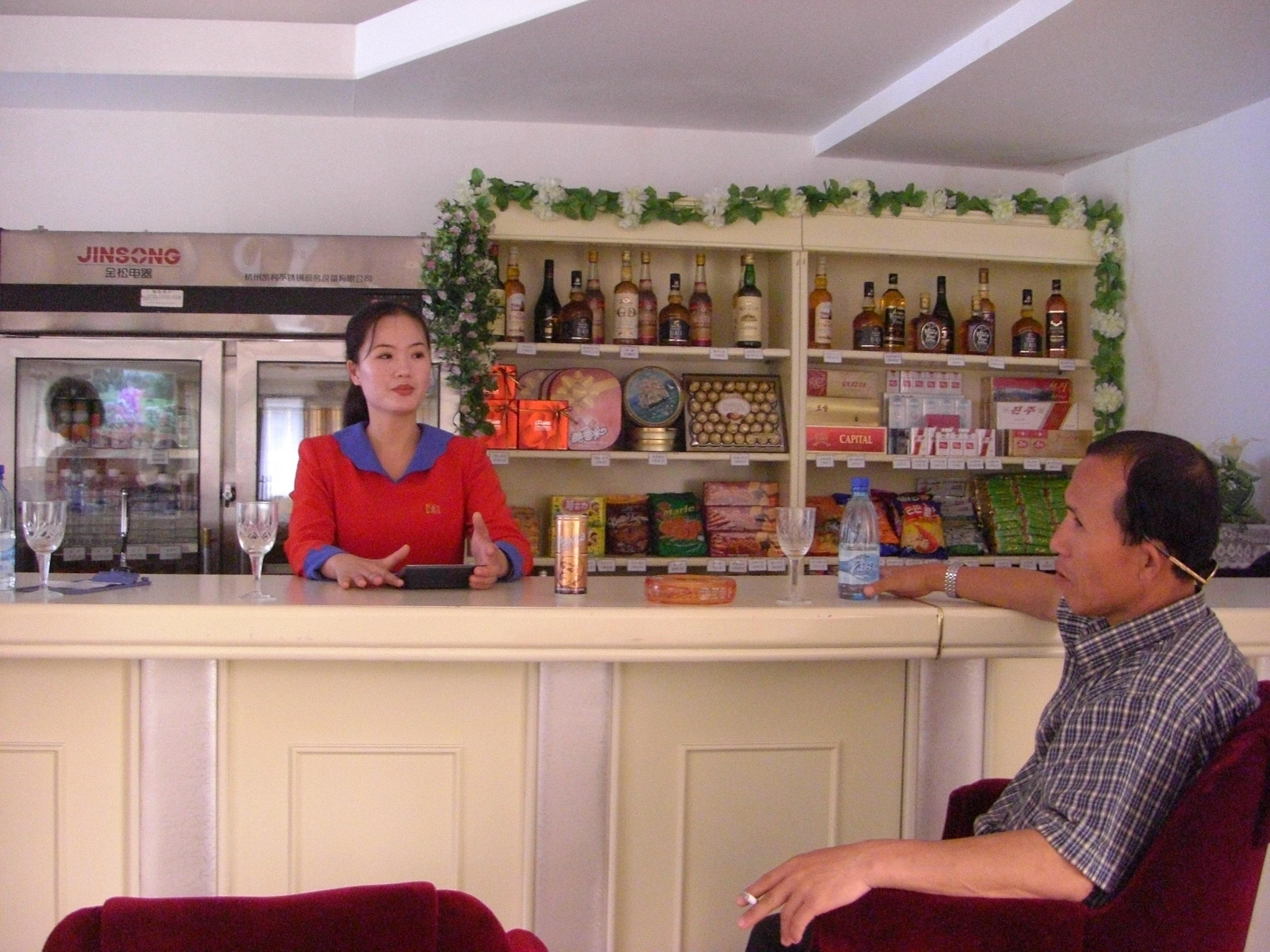
Một người đàn ông hút thuốc tại một cửa hàng bán thuốc lá.

Việc hút thuốc lá là phổ biến ở Triều Tiên và được chấp nhận về mặt văn hóa, ít nhất là đối với nam giới. Tính đến  năm 2014, khoảng 45% nam giới được báo cáo hút thuốc hàng ngày, trong khi chỉ có 2,5% đối với phụ nữ, phần lớn là phụ nữ lớn tuổi từ các vùng nông thôn. Hút thuốc là nguyên nhân gây tử vong hàng đầu ở Triều Tiên. Tính đến  năm 2010, 34% nam giới và 22% phụ nữ tử vong do các nguyên nhân liên quan đến hút thuốc, cao nhất trên thế giới. Ở Triều Tiên có các chương trình kiểm soát thuốc lá, và tỷ lệ hút thuốc đã giảm kể từ mức đỉnh điểm vào những năm 2000.
Theo KCNA, Quốc hội Triều Tiên đã ban hành lệnh cấm hút thuốc ở một số nơi công cộng để cung cấp cho người dân "môi trường sống hợp vệ sinh". Cả ba nhà lãnh đạo của Triều Tiên - Kim Nhật Thành, Kim Jong-il và Kim Jong-un - đều là những người hút thuốc và đất nước này gặp khó khăn trong việc cân bằng hình ảnh công chúng với những nỗ lực chống hút thuốc. Nhìn chung, người dân Triều Tiên có xu hướng thích thuốc lá mạnh. Chất lượng thuốc lá đa dạng từ các thương hiệu trong nước đến các thương hiệu nước ngoài được coi là biểu tượng địa vị. Cây thuốc lá cũng chiếm tỉ lệ cao bất cân đối trong nền nông nghiệp Bắc Triều Tiên.

## Tiêu thụ
Hơn 3.665.000 người lớn và 25.000 trẻ em ở Triều Tiên được cho là tiêu thụ thuốc lá hàng ngày. Theo ước tính của Tổ chức Phổi Thế giới và The Tobacco Atlas của Hiệp hội Ung thư Hoa Kỳ (dữ liệu năm 2015), 37,3% nam giới, 0,9% phụ nữ, gần 2,47% trẻ em trai và 0,17% trẻ em gái (dưới 15 tuổi) đang hút thuốc hàng ngày. Mỗi người (dữ liệu có thể nghiêng về nam giới do tỷ lệ hút thuốc ở nhóm này cao hơn) hút trung bình 609 điếu một năm. Dữ liệu của Tổ chức Y tế Thế giới (WHO) cũng gần tương tự, 44% nam giới được phân loại là người hút thuốc (33% được coi là "hút thuốc hàng ngày"), trong khi các cơ quan chống hút thuốc của Triều Tiên còn đưa ra con số cao hơn, cho rằng khoảng 54% nam giới là người hút thuốc.
Nhìn chung, người hút thuốc trung bình tiêu thụ 12,4 điếu thuốc một ngày. Con số này tăng nhẹ lên 15 điếu nếu chỉ xét đến nam giới. Người hút thuốc trung bình bắt đầu hút từ năm 23 tuổi và tỷ lệ phần trăm dân số hút thuốc tăng theo độ tuổi cho đến nhóm tuổi 55-64, sau đó giảm dần. Trung bình, những người sống ở khu vực thành thị có xu hướng hút nhiều hơn mỗi ngày so với nông thôn.
Dữ liệu chỉ ra rằng tỷ lệ hút thuốc ở Triều Tiên ngang bằng với Hàn Quốc, mặc dù nam giới Hàn Quốc có thói quen hút sớm hơn và hút nhiều hơn mỗi ngày. Tỷ lệ hút thuốc cao ở Hàn Quốc có thể do đây là một xã hội tư bản, nơi hoạt động tiếp thị phổ biến và tiêu dùng không được kiểm soát.
Tuy nhiên, phần lớn nghiên cứu hiện nay về việc hút thuốc của người Triều Tiên được thu thập qua những người đào tẩu hiện ở Hàn Quốc và điều này có thể không hoàn toàn đại diện cho bức tranh toàn cảnh. Một nghiên cứu về những người đào tẩu cho thấy việc hút thuốc thậm chí còn phổ biến hơn, nhưng tình trạng lệ thuộc vào nicotine không nghiêm trọng như dự đoán. Những người đào tẩu được báo cáo là thường rất quan tâm đến việc bỏ hút thuốc.

## Lịch sử
Thuốc lá có mặt trên bán đảo Triều Tiên lần đầu vào đầu những năm 1600 từ Nhật Bản và cho đến khoảng năm 1880, cả nam và nữ đều hút thuốc. Ngày nay, người Triều Tiên coi hút thuốc là hoạt động bình thường của nam giới, nhưng nữ giới hút thuốc đã trở thành một điều cấm kỵ trong xã hội.
Cả ba nhà lãnh đạo của Triều Tiên là Kim Jong-un, Kim Jong-il và Kim Nhật Thành đều đã từng là người hút thuốc. Kim Jong-il đã gọi những người hút thuốc là một trong "ba kẻ ngu chính của thế kỷ 21", cùng với những người không hiểu âm nhạc hoặc máy tính. Nhà lãnh đạo hiện nay Kim Jong-un thường bị bắt gặp hút thuốc ở nơi công cộng, bao gồm trong lớp học đại học, toa tàu điện ngầm và trước mặt người vợ Ri Sol-ju khi bà đang mang thai; điều này "có thể khiến cuộc sống của các nhà giáo dục sức khỏe Triều Tiên phức tạp hơn." Trong khi thảo luận về bất kỳ khía cạnh tiêu cực nào của các nhà lãnh đạo thường hiếm khi xảy ra, một số người Triều Tiên gần đây đã đặt ra vấn đề về sự mâu thuẫn rõ ràng giữa các biện pháp chống hút thuốc và hình ảnh công khai của Kim với người nước ngoài.

## Văn hóa

### Phụ nữ và hút thuốc
Phụ nữ hút thuốc là điều cấm kỵ ở Triều Tiên và còn bị coi là ô nhục hơn cả việc uống rượu nhiều. Phụ nữ được cho là "sốc nếu bạn nói đùa rằng có thể họ bí mật hút thuốc trong phòng tắm". Việc phụ nữ lớn tuổi trên 45-50 tuổi hút thuốc được chấp nhận nhiều hơn, đặc biệt là ở các vùng nông thôn. Trong khi đó, đối với nam giới, hút thuốc được coi là một hoạt động xã hội quan trọng đến mức những người đàn ông không hút thuốc có thể bị cô lập về mặt xã hội tại nơi làm việc.

### Sở thích của người hút thuốc

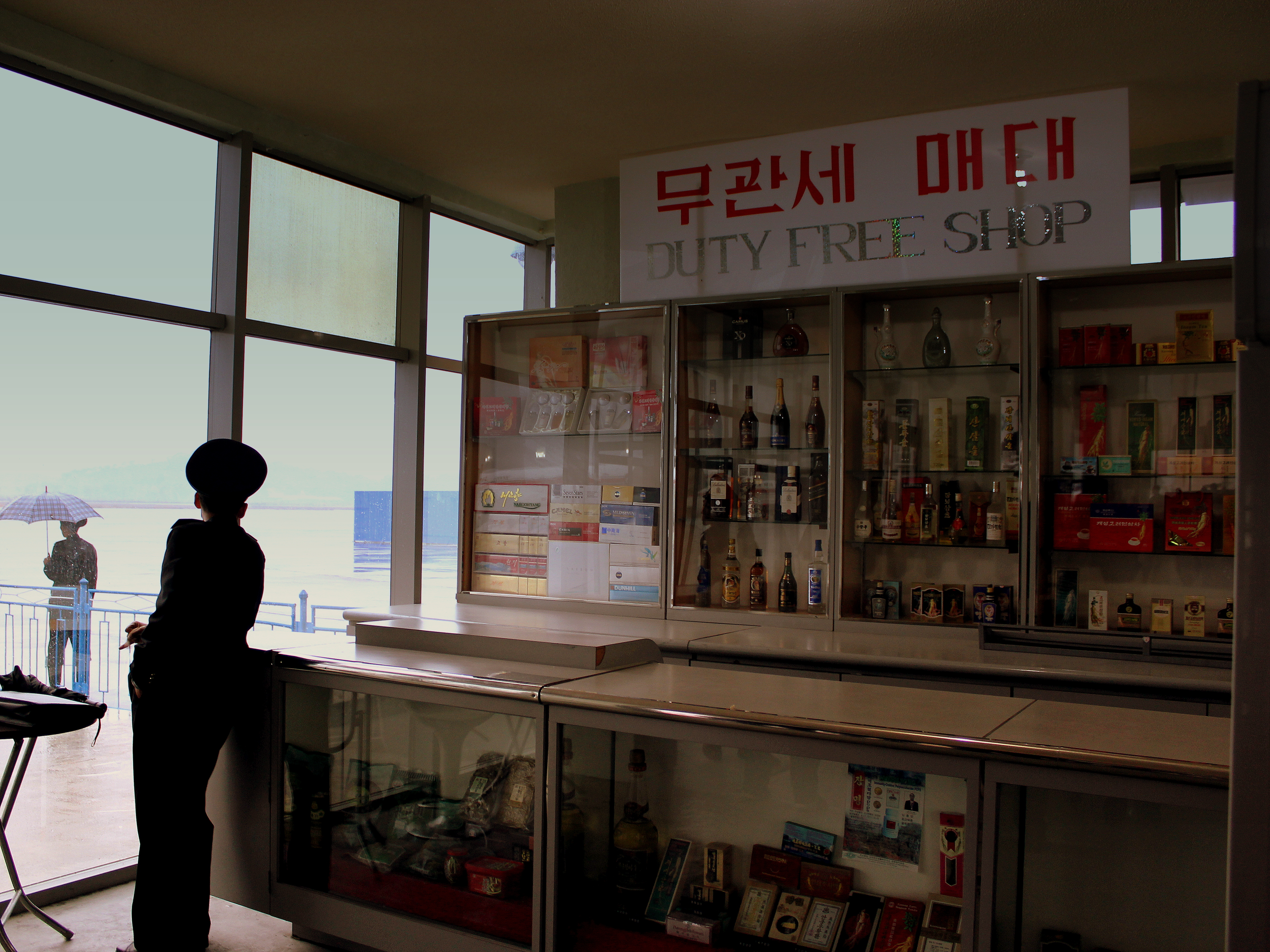
Thuốc lá bán tại cửa hàng miễn thuế ở Sân bay quốc tế Sunan

Mặc dù hầu hết các mặt hàng tiêu dùng đều thiếu hụt ở Triều Tiên, vẫn có rất nhiều loại thuốc lá khác nhau. Nói chung, thuốc lá mạnh được ưa thích hơn, và hiếm có đầu lọc. Các thương hiệu phương Tây, đặc biệt của Mỹ, cũng như thuốc lá Trung Quốc, Nga và Nhật Bản phổ biến trong giới thượng lưu và ưa chuộng hơn thuốc lá nội địa. Thuốc lá ngoại và nhãn hiệu nội địa 727, tên viết tắt của ngày 27 tháng 7, ngày ký Hiệp định đình chiến Hàn Quốc, là những biểu tượng địa vị. Thuốc lá menthol hầu như không tồn tại, nhưng có sự cạnh tranh giữa các công ty thuốc lá để giới thiệu các sản phẩm hấp dẫn khác, chẳng hạn như đầu lọc có hương vị trái cây bên trong để tạo hương vị khác biệt.
Những người có ngoại tệ mạnh có thể dễ dàng mua thuốc lá nhập khẩu từ các cửa hàng ngoại tệ, mặc dù những cửa hàng này cũng sẽ có những nhãn hiệu nội địa tốt nhất (chẳng hạn như Pak Ma) để thuyết phục khách du lịch về chất lượng của thuốc lá Triều Tiên. Thuốc lá là quà tặng phổ biến, và khách du lịch thường được khuyên nên tặng các nhãn hiệu thuốc lá phương Tây cho hướng dẫn viên du lịch. Trong nước, thuốc lá được sử dụng như một hình thức hối lộ.

Tờ Lao động Tân văn có thể được sử dụng làm giấy cuốn cho thuốc lá tự cuốn.

Những người tự cuốn thuốc lá thích dùng giấy báo cũ của tờ Lao động Tân văn làm giấy cuốn. Một tờ có thể dùng để cuộn khoảng 40–50 điếu thuốc. Theo một người đào tẩu, khi một người Triều Tiên bắt đầu hút thuốc lá Lao động Tân văn, anh ta không thể hút các loại khác do mùi vị kém. Vì tờ báo được lưu hành hạn chế nên hầu hết người dân Triều Tiên cuộn thuốc lá bằng một số loại giấy khác.

## Ảnh hưởng đến sức khỏe
Các tác động đến sức khỏe của việc hút thuốc đã được ghi nhận rõ ràng và ở Triều Tiên, tỷ lệ hút thuốc cao có ảnh hưởng đáng kể đến sức khỏe của người dân. Khoảng 36,7% nam giới và 25,1% phụ nữ được báo cáo tử vong do hút thuốc trong năm 2016, con số cao nhất trên thế giới, thống kê năm 2015 cho thấy tổng cộng bệnh tật do thuốc lá gây ra đã giết chết 71.300 người Triều Tiên hàng năm.

## Kiểm soát thuốc lá
Thuốc lá chỉ được bán tại các cửa hàng được chỉ định với mức giá cố định do chính phủ quy định. Tính đến  năm 2014, một gói 20 điếu của một nhãn hiệu thuốc lá phổ biến có giá 246,38 KPW (2,51 đô la Mỹ), trong khi gói 20 điếu rẻ nhất được bán với giá chỉ 7,47 won (0,08 đô la Mỹ).
Triều Tiên đã thiết lập các mục tiêu cụ thể của chính phủ về kiểm soát thuốc lá và có một cơ quan quốc gia để thực hiện các mục tiêu đó. Mặc dù không có tổng đài hỗ trợ cai thuốc miễn phí, hầu hết các cơ sở y tế cung cấp hỗ trợ trong việc cai nghiện, bao gồm các chương trình cai nghiện và liệu pháp thay thế nicotine. Chi phí do nhà nước tài trợ một phần hoặc toàn bộ cho bệnh nhân. Ngoài các phòng khám y tế thông thường, có 11 trung tâm chuyên khoa về chống hút thuốc trên cả nước. Trong số các loại thuốc, bupropion và varenicline không được cung cấp hợp pháp ở Triều Tiên, nhưng các loại thuốc thảo dược được sử dụng làm thuốc hỗ trợ cai thuốc lá.
Đã có những nỗ lực trong các phong trào chống hút thuốc "qua nhiều thế hệ" trong nước, với chiến dịch lớn nhất diễn ra vào năm 2004. Mặc dù các chiến dịch ban đầu ít có tác dụng, các sự kiện như vậy đã trở nên thường xuyên hơn trong những năm 2010 và việc hạn chế hút thuốc đã được tuân thủ chặt chẽ hơn trong những năm gần đây; do đó, kể từ đầu những năm 2000; tỷ lệ hút thuốc đã bắt đầu giảm. Có những dấu hiệu cho thấy chính phủ Triều Tiên thực hiện các chiến dịch chống hút thuốc một cách nghiêm túc hơn so với trước đây. Theo WHO, Triều Tiên hiện đặc biệt kỷ niệm Ngày Thế giới không thuốc lá (WNTD) hàng năm và phổ biến thông tin về việc sử dụng thuốc lá cũng như ảnh hưởng của việc hút thuốc đối với sức khỏe. Chính phủ thuyết phục các tổ chức y tế công cộng và truyền thông phổ biến thông tin về tác động sức khỏe của thuốc lá và tác động tiêu cực đối với việc bảo vệ môi trường và phát triển kinh tế.

### Pháp luật
Luật hút thuốc ở Triều Tiên đã được thắt chặt trong những năm gần đây, mặc dù vẫn còn tương đối lỏng lẻo và không có bất kỳ tác dụng thực sự có ý nghĩa nào trong việc giảm tỷ lệ hút thuốc. Các quy định về nơi mọi người có thể hoặc không thể hút thuốc rất phức tạp, với việc hút thuốc bị cấm ở trên vỉa hè, phà, máy bay và tại nhà ga, trong các cơ sở chăm sóc sức khỏe và giáo dục, trường mầm non và nhà trẻ, cửa hàng, rạp hát, rạp chiếu phim, phòng văn hóa và phòng hội nghị, lịch sử và các địa điểm chiến đấu, và hành lang khách sạn. Tuy nhiên, hút thuốc không bị cấm trên phương tiện cá nhân hoặc cơ quan hoặc trên tàu hỏa, tại bến xe buýt, gần lối vào tòa nhà, trường đại học, văn phòng chính phủ, nơi làm việc, nhà hàng, quán cà phê, quán bar hoặc câu lạc bộ đêm.

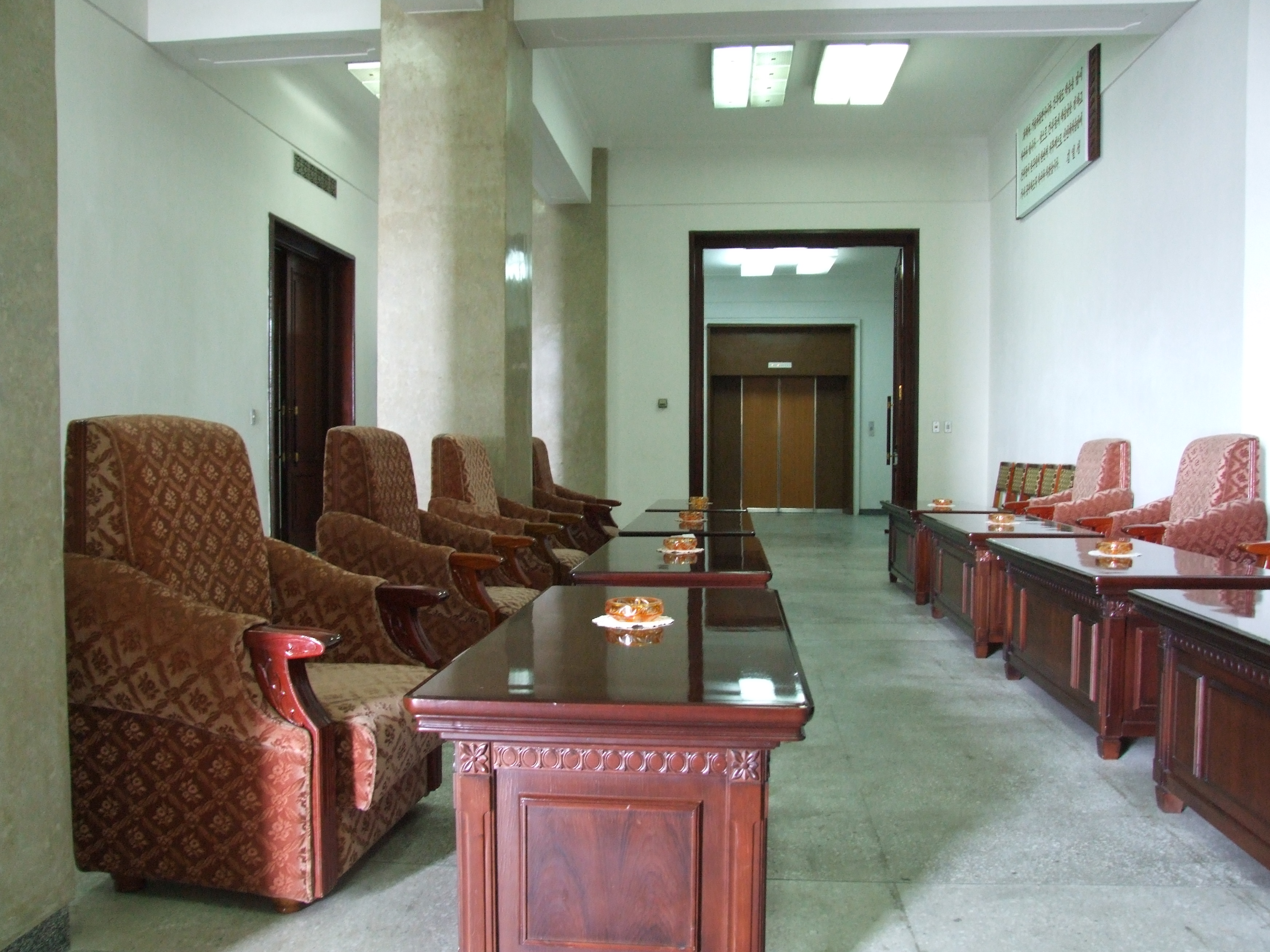
Phòng hút thuốc tại Đại học Đường Nhân dân ở Bình Nhưỡng

Một số luật được tuân thủ ở mức độ cao, nhưng không thống nhất trên toàn quốc. Không có mức phạt bắt buộc đối với hành vi vi phạm hút thuốc, mặc dù chiến dịch chống hút thuốc mới nhất năm 2016 đã có nhiều người bị phạt và những người vi phạm bị dọa rằng hình ảnh họ sẽ được phát trên TV. Cảnh báo trên bao bì thuốc lá là bắt buộc, nhưng hình thức thì không được quy định.  Cảnh báo thường được in nhỏ trên mặt bao bì và chỉ ghi rằng hút thuốc có hại cho sức khỏe. Tuy nhiên, phần mô tả phải nêu rõ hàm lượng nicotin và tar, không được gây hiểu lầm và cần được chính quyền địa phương phê duyệt. Cảnh báo bằng hình ảnh mạnh mẽ trên bao thuốc chưa xuất hiện ở Triều Tiên. Kể từ khi ban hành luật cấm hút thuốc vào năm 2020, hiện nay các áp phích tại các địa điểm hút thuốc hiển thị các hình ảnh đồ họa về tác hại của việc hút thuốc, bao gồm cả hình ảnh hoại thư và ung thư môi.
Không có hạn chế nào đối với quảng cáo thuốc lá, mặc dù không có bất kỳ chiến dịch quảng cáo nào trên các phương tiện truyền thông Triều Tiên. Thuốc lá không được bán cho trẻ vị thành niên  (những người dưới 17 tuổi) và máy bán thuốc bị cấm. Triều Tiên hoàn toàn không áp dụng loại thuế nào đối với thuốc lá, bao gồm thuế tiêu thụ đặc biệt, thuế tiêu thụ đặc biệt theo đơn giá hàng hóa (ad valorem excise), thuế giá trị gia tăng, thuế thương vụ hoặc thuế quan. Thuốc lá điện tử là hợp pháp.
Triều Tiên đã ký Công ước khung của WHO về kiểm soát thuốc lá vào ngày 17 tháng 6 năm 2003 và phê chuẩn vào ngày 27 tháng 4 năm 2005.
Vào năm 2020, một luật mới liên quan đến hút thuốc đã được ban hành với tổng số 31 điều khoản. Theo đó, cấm hút thuốc lá ở những nơi công cộng và thương mại như tại các cơ sở chăm sóc trẻ em, cơ sở y tế và giáo dục, nhà hàng, tại các địa điểm mà hút thuốc có thể là một mối nguy hiểm và tại các cơ sở dịch vụ phúc lợi. Luật này cũng hạn chế việc bán thuốc lá, chỉ ở những cửa hàng được cấp phép. Luật cũng tạo ra một dịch vụ cai thuốc lá, cung cấp liệu trình điều trị và các chiến dịch công chúng chống lại việc hút thuốc. Trước khi có luật này, phạt tiền không được khuyến khích và mức phạt là tối thiểu.

## Ngành công nghiệp thuốc lá
Ngành công nghiệp thuốc lá ở Triều Tiên rất đáng kể, với 53.000 ha (2,3% diện tích đất canh tác) dành cho trồng thuốc lá. Đây là tỷ lệ đất canh tác dành riêng cho thuốc lá cao thứ tư trên thế giới, với sản lượng hàng năm trên 80.000 tấn, đưa Triều Tiên trở thành một trong 25 nhà sản xuất thuốc lá hàng đầu trên toàn thế giới, trong khi ước tính 31% người Bắc Triều Tiên bị suy dinh dưỡng. Thuốc lá tốt nhất, mạnh nhất và đắt nhất đến từ vùng phía bắc Triều Tiên gần biên giới với Trung Quốc.
Có nhiều công ty thuốc lá Triều Tiên, sản xuất khoảng 30 loại thuốc lá khác nhau,  với công ty thuốc lá lớn nhất là Tổng công ty Thuốc lá Triều Tiên. Một số công ty xuất khẩu thuốc lá sang Trung Đông và các nơi khác, đôi khi hợp tác với các công ty nước ngoài. Ví dụ, Công ty Thuốc lá Sông Taedong và Công ty Thuốc lá Rason Shinhung, cả hai đều hoạt động trong Đặc khu kinh tế Rason, đều hợp tác với Thuốc lá Cát Lâm của Trung Quốc. British American Tobacco cũng có hoạt động kinh doanh tại nước này, nhưng đã giảm sự tham gia do áp lực chính trị và các lý do quan hệ công chúng. Trong Chiến tranh Lạnh, Triều Tiên đã thanh toán hàng hóa nhập khẩu từ Liên Xô bằng thuốc lá kém chất lượng. Sau đó, trong những năm Chính sách Ánh Dương, thuốc lá nhãn hiệu Bình Nhưỡng cao cấp đã được xuất khẩu sang Hàn Quốc, nơi chúng trở nên phổ biến với những người Hàn Quốc muốn thể hiện lập trường thống nhất Triều Tiên. Có một số nhà máy sản xuất thuốc lá thuộc sở hữu tư nhân, một số trong số đó được biết đến là nơi sản xuất thuốc lá giả nhãn hiệu để xuất khẩu nhằm kiếm ngoại tệ mạnh. Triều Tiên là một trong những nước sản xuất thuốc lá giả nhãn hiệu lớn nhất trên thế giới.
Lá thuốc rẻ, có thể mua ngoài chợ để tự cuốn thuốc lá. Nhiều nông dân vùng nông thôn tự trồng thuốc lá, trong khi một số trộm từ các trang trại hợp tác xã để bán.

## Trích dẫn
1. ↑  "North Korea bans smoking in public places to safeguard 'hygienic living'". The Guardian (bằng tiếng Anh). Reuters. ngày 5 tháng 11 năm 2020. ISSN 0261-3077. Truy cập ngày 5 tháng 11 năm 2020.
2. 1 2 3  "Country Fact Sheet: DPR Korea". The Tobacco Atlas. World Lung Foundation. 2015. Truy cập ngày 19 tháng 12 năm 2021.
3. ↑  "Cigarette Use Globally". The Tobacco Atlas. 2014. Truy cập ngày 27 tháng 5 năm 2016.
4. ↑  WHO Country Profile 2015, tr. 2.
5. 1 2 3 4 5 6 7 8 9  "Smokers' Paradise: North Korea is Now Urging People to Quit, though Kim Jong-un Sets a Poor Example". South China Morning Post. Associated Press. ngày 6 tháng 7 năm 2016. Truy cập ngày 25 tháng 10 năm 2016.
6. 1 2  "STEPwise Approach to Chronic Disease Risk Factor Surveillance" (PDF). World Health Organization. 2007. tr. 7.
7. 1 2 3 4  WHO 2009, tr. 13.
8. ↑  Khang 2013, tr. 926.
9. ↑  Khang 2013, tr. 927.
10. ↑  Kim và cộng sự 2016, tr. 685.
11. 1 2 3 4  Lankov 2007, tr. 107.
12. 1 2  Lankov 2007, tr. 109.
13. 1 2 3 4 5 6 7  Lee, Michelle (ngày 4 tháng 12 năm 2015). "North Korea's Halting Anti-smoking Efforts". NK News. Truy cập ngày 28 tháng 7 năm 2016.
14. ↑  Oppenheim, Maya (ngày 3 tháng 7 năm 2016). "A South Korean Spy Agency Claims They've Worked Out How Much Weight Kim Jong Un Has Put On". The Independent. Truy cập ngày 18 tháng 8 năm 2016.
15. ↑  McCurry, Justin (ngày 1 tháng 6 năm 2006). "University challenge: give up smoking or forfeit right to degree". The Guardian. Truy cập ngày 19 tháng 12 năm 2021.
16. 1 2 3 4 5 6  "Smoking in Pyongyang". chosonexchange.org. Choson Exchange. ngày 30 tháng 6 năm 2016. Truy cập ngày 25 tháng 10 năm 2016.
17. 1 2 3 4 5 6 7 8 9  Macdonald, Hamish (ngày 6 tháng 7 năm 2016). "Mixed Messages on Smoking Restrictions in North Korea". NK News. Truy cập ngày 25 tháng 10 năm 2016.
18. 1 2 3  Seol Song Ah (ngày 27 tháng 6 năm 2016). "Smoking Ban by Cigarette-loving Kim Riles Residents". Daily NK. Truy cập ngày 25 tháng 10 năm 2016.
19. 1 2 3  Hokkanen 2013, tr. 97.
20. 1 2 3 4 5 6 7  Lankov 2007, tr. 108.
21. ↑  "North Korea Travel Rules and Tips". New Korea Tours. 2014. Bản gốc lưu trữ ngày 2 tháng 9 năm 2016. Truy cập ngày 18 tháng 8 năm 2016.
22. ↑  "Who Reads North Korea's Rodong Sinmun Newspaper?". NK News. ngày 13 tháng 10 năm 2015. Truy cập ngày 24 tháng 3 năm 2016.
23. 1 2  Hokkanen 2013, tr. 98.
24. ↑  "Smoking's Death Toll". The Tobacco Atlas. World Lung Foundation. 2016. Lưu trữ bản gốc ngày 17 tháng 12 năm 2021. Truy cập ngày 19 tháng 12 năm 2021.
25. ↑  Eriksen và đồng nghiệp 2015, tr. 14–15.
26. 1 2 3 4  WHO 2011, tr. 22.
27. 1 2  WHO Report on the Global Tobacco Epidemic 2015, tr. 137.
28. ↑  WHO Report on the Global Tobacco Epidemic 2015, tr. 149.
29. ↑  WHO Country Profile 2015, tr. 1.
30. 1 2 3  WHO Country Profile 2015, tr. 4.
31. ↑  "Quitting". The Tobacco Atlas. World Lung Foundation. 2012. Truy cập ngày 31 tháng 5 năm 2016.
32. 1 2 3 4  WHO Country Profile 2015, tr. 3.
33. 1 2  WHO 2012, tr. 88.
34. ↑  WHO Country Profile 2015, tr. 5–6.
35. ↑  WHO 2012, tr. 80.
36. ↑  "Warnings & Packaging". The Tobacco Atlas. World Lung Foundation. 2015. Bản gốc lưu trữ ngày 6 tháng 9 năm 2015. Truy cập ngày 31 tháng 5 năm 2016.
37. ↑  "More and more people eager to quit smoking". The Pyongyang Times. Bản gốc lưu trữ ngày 31 tháng 5 năm 2021. Truy cập ngày 1 tháng 6 năm 2021.
38. 1 2  WHO Country Profile 2015, tr. 8.
39. ↑  WHO 2009, tr. 68.
40. ↑  WHO 2011, tr. 23.
41. ↑  WHO Country Profile 2015, tr. 9.
42. ↑  WHO Report on the Global Tobacco Epidemic 2015, tr. 192.
43. ↑  "Smoking control gets stricter". The Pyongyang Times. Bản gốc lưu trữ ngày 31 tháng 5 năm 2021. Truy cập ngày 1 tháng 6 năm 2021.
44. ↑  "Growing Tobacco". The Tobacco Atlas. World Lung Foundation. 2012. Truy cập ngày 31 tháng 5 năm 2016.
45. ↑  Eriksen và đồng nghiệp 2015, tr. 47.
46. ↑  Eriksen và đồng nghiệp 2015, tr. 46.
47. ↑  "Tobacco Companies". The Tobacco Atlas. World Lung Foundation. 2014. Truy cập ngày 31 tháng 5 năm 2016.
48. ↑  Lankov, Andrei (2015). The Real North Korea: Life and Politics in the Failed Stalinist Utopia. Oxford: Oxford University Press. tr. 76. ISBN 978-0-19-939003-8.
49. ↑  Cha, Victor (2012). The Impossible State: North Korea, Past and Future. London: Random House. tr. 8. ISBN 978-1-4481-3958-3.